# 從二品
從二品是中国、朝鮮、越南、琉球古代官位的一个级别，属于次于正二品的高级官员，高于正三品的官员，在多数朝代为宰相或者政府部院的责任人，皇帝的亲族也有相应的從二品。

## 中國

### 北朝
- 散侯，散县公・开国县侯

### 隋
- 尚书仆射，开国侯

### 唐朝

#### 文武官
- 尚书左右仆射、太子少师、太子少傅、太子少保、京兆/河南/太原府尹、左右羽林军统军、十六卫上将军、大都督、大都护

#### 封爵
- 开国县公、县主、郡夫人

#### 散官
- 光禄大夫、镇军大将军

#### 勋
- 柱国

### 宋
- 六部尚书，太子少师、太子少傅、太子少保，冀州、兖州、青州、徐州、扬州、荆州、豫州、梁州、雍州州牧，左右金吾卫、左右卫上将军、殿前都指挥使，节度使，御史大夫、签书枢密院事，观文殿大学士
- 柱国，光禄大夫
- 开国县公

### 金
- 参知政事，御史大夫，郡公

### 元
- 中书省参知政事，枢密副使、侍御史，行中书省参知政事，宣慰司宣慰使，大都督府大都督，宣政院/宣徽院副使，郡公

### 明朝

#### 文武官
- 中書省：中书省参知政事
- 承宣布政使司：左、右布政使
- 都指挥使司：都指挥同知

#### 散官
- 加授阶：正奉大夫、奉国将军
- 升授阶：通奉大夫、定国将军
- 初授阶：中奉大夫、镇国将军
- 勋阶：正治卿、护军

### 清朝

#### 文武官
- 侍郎、内阁学士、翰林院掌院学士、巡抚、布政使
- 散秩大臣、副将

#### 散官
- 通奉大夫、武功将军

## 朝鮮

### 朝鮮王朝

#### 文武官
- 六曹参判、司宪府大司宪
- 训练大将、御营厅御营大将、禁卫营禁卫大将、摠戎厅摠戎使、内三厅（内禁卫将、兼司仆将、羽林卫将）、捕盗厅捕盗大将、镇抚营镇抚使、禁军别将
- 汉城府左右尹、开城府留守、江华府留守，诸道观察使、府尹

兵马节度使、兵马防御使、水军统御使、水军防御使、水军中军、（下三道：全罗道、庆尚道、忠清道）三道水军统御使、三道水军统制使

#### 王族
- 內命婦:國王:淑儀 世子:良娣
- 外命婦:縣夫人(宗室妻) 貞夫人(文武官妻)

## 琉球

### 琉球國（第二尚氏）
- 亲奉大夫、隆勋大夫，加衔法司正卿、紫巾亚卿，郡伯、邑伯，紫官、紫金大夫